# 前野長康
前野長康（1528年（享祿元年）—1595年9月22日（文祿4年8月19日）），日本戰國時代武將，受到豐臣秀吉十一萬石之封，因勸諫豐臣秀吉勿誅殺豐臣秀次，被視為秀次同黨，被賜死。

## 人物
原為美濃國松倉城（本為尾張國葉栗郡）城主坪内勝定的女婿，實名坪内光景（其親兄弟為坪内利定）
。 他是小六（蜂須賀正勝）的義兄弟，後入繼丹羽郡前野村的前野氏，與小六、生駒氏、丹羽氏、淺野氏等有地緣關係，羽柴秀吉侍奉織田信長時期最老資格的家臣，傳言在秀吉築城事件上有過協助，信長死後，秀吉在成為『天下人』的關鍵之役—小牧·長久手之戰的過程中，長康也有功勞，被賜與但馬國出石城5.3萬石，後因小田原之戰及朝鮮征伐戰功加封至11萬石。
後來擔任豐臣秀次（秀吉外甥）家老，但在1595年因為『秀次事件』，因連坐關係，被命切腹，享年68歲。在這之後，1959年的一場颱風（伊勢灣）在五宗家無意間發現《武功夜話》（長康的日記），一時之間被視為重要的足以顛覆歷史的史料而受到注目，但部分學者認為該書係偽書。
他是少數在豐臣家臣中，受到注目與重要的武將。